# Antonello Fassari
Antonello Fassari (* 4. Oktober 1952 in Rom; † 5. April 2025 ebenda) war ein italienischer Schauspieler und Filmregisseur.

## Leben
Fassari besuchte die Accademia d’arte drammatica und belegte Kurse beim Werkstatttheater des Luca Ronconi, unter dessen Regie er erfolgreich in einigen Stücken spielte; Utopia von Ronconi, Il revisore von Maurizio Scaparro, Cristina di Svezia von Giuseppe Patroni Griffi und Mettiti al passo von Eduardo De Filippo gehörten dazu.
Mitte der 1980er Jahre verlagerte sich sein Arbeitsschwerpunkt hin zu Fernseh- und Filmrollen, wo er prägende Nebenrollen übernahm. Nach dem Format Avanzi für den kleinen Schirm folgte sein bis dahin größter Erfolg im Kino – Sognando la California bot ihm eine der vier Hauptrollen. In Celluloide stellte er eines seiner Vorbilder, Aldo Fabrizi, mit dem Fassari auch oft verglichen wird, dar; Kritiker schätzen seine Vielseitigkeit, die ihn sich in unterschiedlich angelegten Rollen etablieren ließ. Nach einem Bühnenerfolg 1994 mit Che tempo fa überraschte er sechs Jahre später erneut; sein Regiedebüt Il segreto del giaguro war eine gut gespielte Komödie, die den damaligen Erfolg des römischen Sängers Piotta zu nutzen verstand.
Im neuen Jahrtausend trat Fassari oft in Fernsehserien in Erscheinung.
Antonello Fassari verstarb am 5. April 2025 nach langer schwerer Krankheit in Rom.

## Filmografie
- 1978: At salût, päder
- 1982: Giuseppe Verdi – Eine italienische Legende (Verdi)
- 1988: Animali metropolitani
- 1989: Maya
- 1992: Ein anderes Leben (Un’altra vita)
- 1992: Sognando la California
- 1996: Celluloide
- 2000: Il segreto del giaguro (auch Regie)
- 2003: Menschen in Rom (Gente di Roma)
- 2015: Suburra – 7 Tage bis zur Apokalypse (Suburra)